# Aleksandrówka (powiat chełmski)
Aleksandrówka – kolonia w Polsce położona w województwie lubelskim, w powiecie chełmskim, w gminie Sawin.
W latach 1975–1998 miejscowość należała administracyjnie do województwa chełmskiego.
Według Narodowego Spisu Powszechnego (III 2011 r.) kolonia liczyła 61 mieszkańców i była 22. co do wielkości miejscowością gminy Sawin.
Wierni Kościoła rzymskokatolickiego należą do parafii Przemienienia Pańskiego w Sawinie.